# 森谷雄
森谷 雄（もりや たけし、1966年2月24日 - ）は、日本のテレビ・映画プロデューサー、映画監督。愛知県豊橋市出身。日本大学藝術学部映画学科卒業。株式会社アットムービー代表取締役。

## 来歴・人物
大学卒業後テレビ制作会社に入社しADとして『教師びんびん物語』などのドラマ制作にたずさわる。フジテレビジョンに移った後、1993年に27歳でドラマプロデューサーとしてデビューを果たしフジテレビの多数の作品を手がける。その後、共同テレビジョンに移籍。2005年3月、共同テレビジョン退社後、アットムービー・ジャパンを設立し、劇場映画のプロデュースも行う。現在は、株式会社アットムービー、代表取締役・プロデューサー。
プロデュースした映画『コドモ警察』で主演の鈴木福がThe Fantastic Fest 2013 GUTBUSTER COMEDY FEATURES部門　主演男優賞（映画『コドモ警察』）を史上最年少で受賞した。2022年1月19日に立ち上げたエンタメDAOプロジェクト『SUPER SAPIENSS』の発起人の1人である。

## プロデュース作品

### テレビドラマ
※「天体観測」までの作品はすべてフジテレビ系
- お願いデーモン!（1993年）
- グッドモーニング（1994年）
- 沙粧妙子-最後の事件-（1995年）
- ハートにS（1995年）
- 魔法のキモチ（1995年）
- 将太の寿司（1996年）
- 彼女たちの結婚（1997年）
- 恋はあせらず（1998年）
- 金曜エンタテイメント お気らく主婦の大冒険（1998年）
- ナオミ（1999年）
- 編集王（2000年）
- バベル〜The Tower of Babel〜（2002年、BSフジ）
- 金曜エンタテイメント 16週〜あなたといた幸せな時間〜（2002年）
- 天体観測（2002年、関西テレビ）
- 独身3!!（2003年、テレビ朝日）
- 東京湾景（2004年、フジテレビ）
- ラスト・プレゼント（2005年、テレビ朝日）
- ハッピィ★ボーイズ（2007年、テレビ東京）
- メルドラ'08（2008年、中京テレビ）
- スミレ16歳!!（2008年、BSフジ）
- ザ・クイズショウ（企画・原案・プロデュース　2008年、日本テレビ）
- 33分探偵（企画協力・プロデュース　2008年、フジテレビ）
- 枯れオヤジ〜カレセンと呼ばないで〜（2008年、BSフジ）
- セレぶり3（企画・原案　2009年、テレビ東京）
- 妄想姉妹〜文學という名のもとに〜（企画・プロデュース　2009年、日本テレビ）
- 帰ってこさせられた33分探偵（2009年、フジテレビ）
- ザ・クイズショウ（ゴールデン版）（原案・プロデュース　2009年、日本テレビ）
- 偉人の来る部屋（2009年、TOKYO MX/テレビ神奈川）
- 深夜食堂（2009年、毎日放送・TBSほか）
- TAXMEN（2010年、TOKYO MX/テレビ神奈川）
- プロゴルファー花（2010年、読売テレビ）
- 宇宙犬作戦（2010年、テレビ東京）
- ザ・ミュージックショウ（2011年、日本テレビ）
- D×TOWN（2012年、テレビ東京）
- コドモ警察（2012年、毎日放送）
- コドモ警視（2013年、毎日放送）
- イタズラなKiss〜Love in TOKYO（フジテレビTWO　2013年）
- みんな!エスパーだよ!（2013年、テレビ東京）
- 天魔さんがゆく（2013年、TBS）
- 新解釈・日本史（2014年、毎日放送）
- 「the TEAM NACS perfect show」〜なんでこんな時に〜（2014年、フジテレビNEXT）
- 女くどき飯（2015年、毎日放送）
- 限界集落株式会社（2015年、NHK）
- ストレンジャー〜バケモノが事件を暴く〜（2016年、テレビ朝日）
- わたしに××しなさい!（2018年、MBS）
- 劇団スフィア（2019年、TOKYO MX/ミュージックレイン）

### 映画
- ロッカーズ ROCKERS（2003年）
- amoretto アマレット（2004年）
- 死霊波（2004年）
- バースデー・ウェディング（2005年）
- 殴者 NAGURIMONO（2005年）
- プレイ（2005年）
- ブース（2005年）
- シムソンズ（2006年）
- ザ・コテージ（2006年）
- エンマ（2006年）
- Presents 合い鍵（2006年）
- Presents うに煎餅（2007年）
- 阿波DANCE（2007年）
- Little DJ〜小さな恋の物語（2007年）
- ぼくたちと駐在さんの700日戦争（2008年）
- TEAM NACS FILMS N43°（2008年）
- THE GAME〜Boy's Film Show〜（2009年）
- THE GAME〜Boy's Film Show〜2010（2010年）
- シャッフル（2011年）
- しあわせのパン（2012年）
- コドモ警察（2013年）
- ぶどうのなみだ（2014年）
- サムライフ（2014年）
- 映画みんな!エスパーだよ!（2015年）
- プリンシパル〜恋する私はヒロインですか？〜（2018年）
- 曇天に笑う（2018年）
- そらのレストラン（2019年）
- 最初の晩餐（2019年）
- 家族マニュアル（2019年）
- ミッドナイトスワン（2020年）
- 三日月とネコ（2024年） - エグゼクティブプロデューサー
- THE3名様Ω 〜これってフツーに事件じゃね?!（2024年）
- 35年目のラブレター（2025年） - 企画・プロデュース

### DVD作品
- THE3名様シリーズ
- ソウルトレイン(2006年)

### WEBドラマ
- HEART@
- マーメイドの季節（フジテレビ、パルコ 2001年）
- 横浜エイティーズ（2005年）
- 20-CRY-（2008年）
- 未来は今（Wii TV 2009年）
- THE3名様「Me?Tube?」YouTube
- 美しき日々よ（DOR@MO 2009年）
- 夏休みの恋人（2009年）
- 春休みの恋人（フジテレビ 2011年）
- シークレットガールズ（フジテレビ 2011年）
- 電報日和（フジテレビ 2011年）
- 湘南純愛組!（2020年、Amazon）
- 東京ラブストーリー（2020年、FOD/Amazon）
- ショート・プログラム（2022年、Amazon）
- 神様のえこひいき（2022年、Hulu）

## 監督作品
- テレビドラマ
  - アンデュ・ドラマプロジェクト ツナガルココロ 〜3つの愛の物語〜（2007年、中京テレビ）- 第1・3話
  - メルドラ'08（2008年、中京テレビ） - 第2話
  - 帰ってくるのか!?33分探偵（2009年、フジテレビ）
- CM
  - SONY『PerfumeのVAIO Movie Story』（2008年、BSフジ）
- ミュージッククリップ
  - Perfume『セラミックガール』（2008年）
- 映画
  - サムライフ（2014年）
  - アニバーサリー 「＃地上300ｍのタダオ」（2016年）
  - THE3名様　リモートだけじゃ無理じゃね?（2022年）
  - THE3名様Ω 〜これってフツーに事件じゃね?!（2024年）

## 出演

### ウェブテレビ番組
- 魁!!エンタメ塾・ドラマチック×シネマチック（2020年5月‐、YouTube・魁!!エンタメ塾チャンネル）‐MC

## 書籍

### 小説
- シムソンズ（2005年、ポプラ社）ISBN 978-4591089767

### エッセイ
- 自分プロデュース（2009年、ランダムハウス講談社）
- 母への100の質問状（2017年、SBクリエイティブ）